# Recta de balance

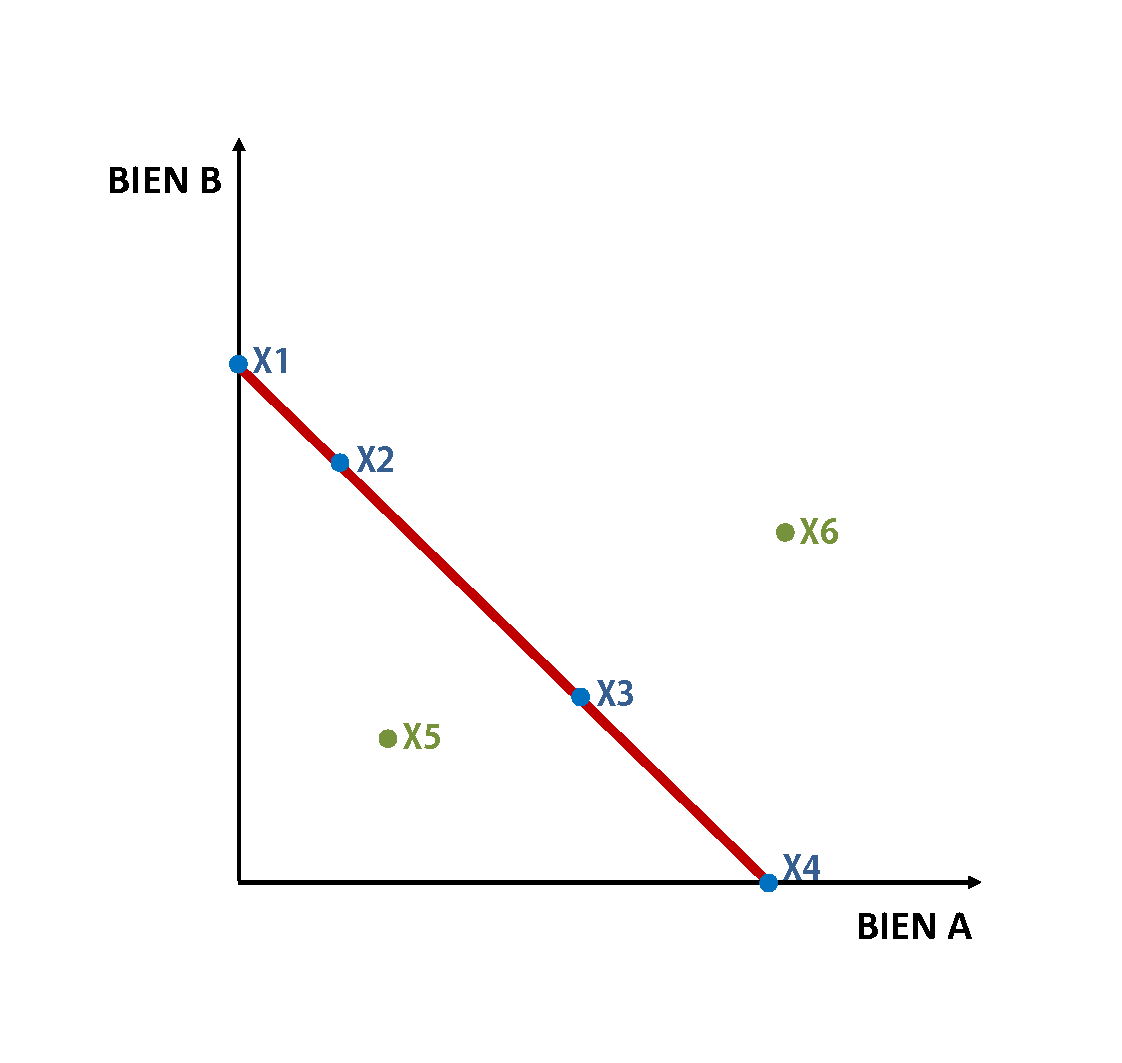
FIGURA 1. Representación de una recta de balance.

En microeconomía, se entiende por recta de balance o restricción presupuestaria, al conjunto de distintas combinaciones de dos bienes que pueden ser consumidas por un individuo, partiendo de una determinada renta o presupuesto y unos determinados precios de los bienes.
La elección de solo dos bienes para estudiar las elecciones del consumidor supone una simplificación para el análisis, pues en la vida real los consumidores pueden elegir entre multitud de bienes. La restricción presupuestaria para más de dos bienes puede tratarse analíticamente generalizando la recta de balance a un hiperplano en el espacio euclídeo de n dimensiones.

## Construcción
Las rectas de balance se utilizan en microeconomía, dentro de la teoría del consumidor, para obtener el denominado equilibrio del consumidor, que resuelve el problema sobre la cantidad que consumirá un individuo, con una determinada renta ante la alternativa de dos bienes para elegir.

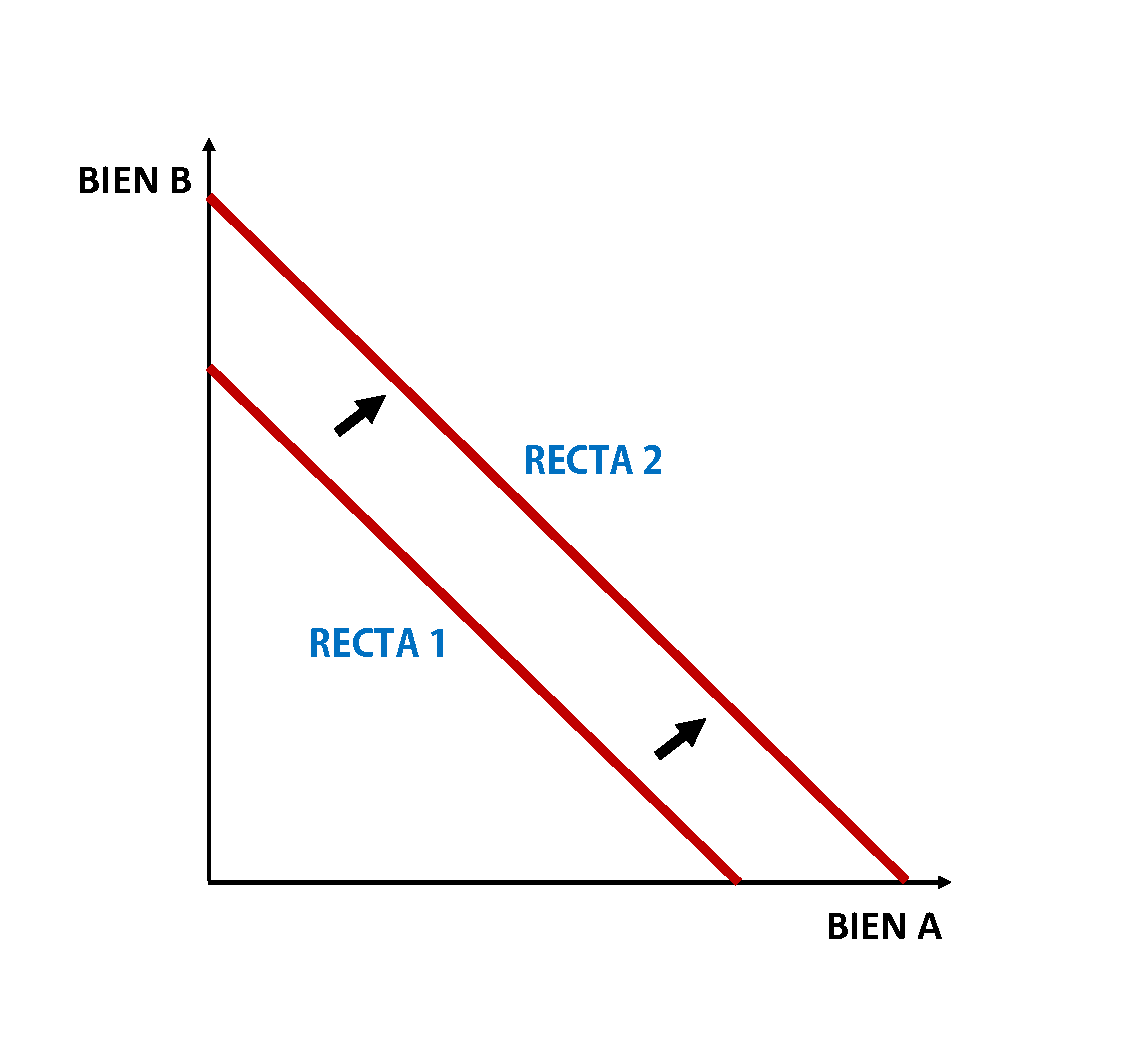
FIGURA 2. Movimiento hacia la derecha, desde la recta 1 a la recta 2, provocado por un aumento de la renta del sujeto.

Los datos de partida para la elaboración de la recta presupuestaria es la existencia de un individuo, que dispone de una determinada renta o presupuesto monetario (M), que en principio se considera que permanece fijo y que debe distribuir en el consumo de dos productos que denominaremos A y B, de los que se conocen sus precios (PA y PB), que se supone también que permanecen invariables. La recta de balance tendrá la siguiente fórmula:

{\displaystyle M=A\times P_{A}+B\times P_{B}\,}

La recta de balance tendrá una pendiente negativa, igual al cociente de los precios: -PA/PB y muestra desde el punto de vista económico, la valoración que da el mercado al bien A en términos del bien B. En la FIGURA 1, los puntos X1, X2, X3 y X4, son posibles combinaciones que puede escoger el consumidor, el punto X5 que no está sobre la recta de balance sino en el interior de la zona delimitada por la misma, es una combinación de bienes que puede ser elegida por el consumidor, pero que no agotaría su presupuesto. El punto X6 muestra una combinación de bienes inalcanzable por el sujeto con el presupuesto de que dispone. Los puntos X1 y X4, de corte de la recta con los ejes, muestran aquellas combinaciones extremas de consumo que suponen que el individuo dedica toda su renta a uno de los dos bienes, abandonando completamente el otro, al que no dedica ninguna parte de su presupuesto.
El equilibrio del consumidor supondrá determinar cual de las infinitas combinaciones que representa la recta, escogerá el consumidor o lo que es lo mismo, como distribuirá realmente su renta entre todas las posibilidades que se disponen, dicho de otra forma cual de las combinaciones disponibles como X1, X2, X3, X4 o X5 escogerá.

## Variaciones de la renta o presupuesto
En un principio se ha supuesto que la renta de que dispone el individuo objeto de estudio, permanece fija. La variación que supone la modificación de la renta produce un traslado de la recta de balance paralelo a la anterior, permaneciendo constante la pendiente de la recta, que como recordamos recogía el cociente de los precios que no se ven alterados por el cambio en la renta del individuo. El desplazamiento se produce a la derecha cuando hay un aumento del presupuesto disponible, como se observa en la FIGURA 2 y hacia la izquierda cuando disminuye el presupuesto disponible. En ambas rectas, dado que el desplazamiento es en paralelo, siguen teniendo la misma pendiente, lo que expresa que dado que lo único que ha variado es la renta, los precios relativos de los bienes continúa siendo los mismos.

## Variaciones del precio de cualquiera de los bienes

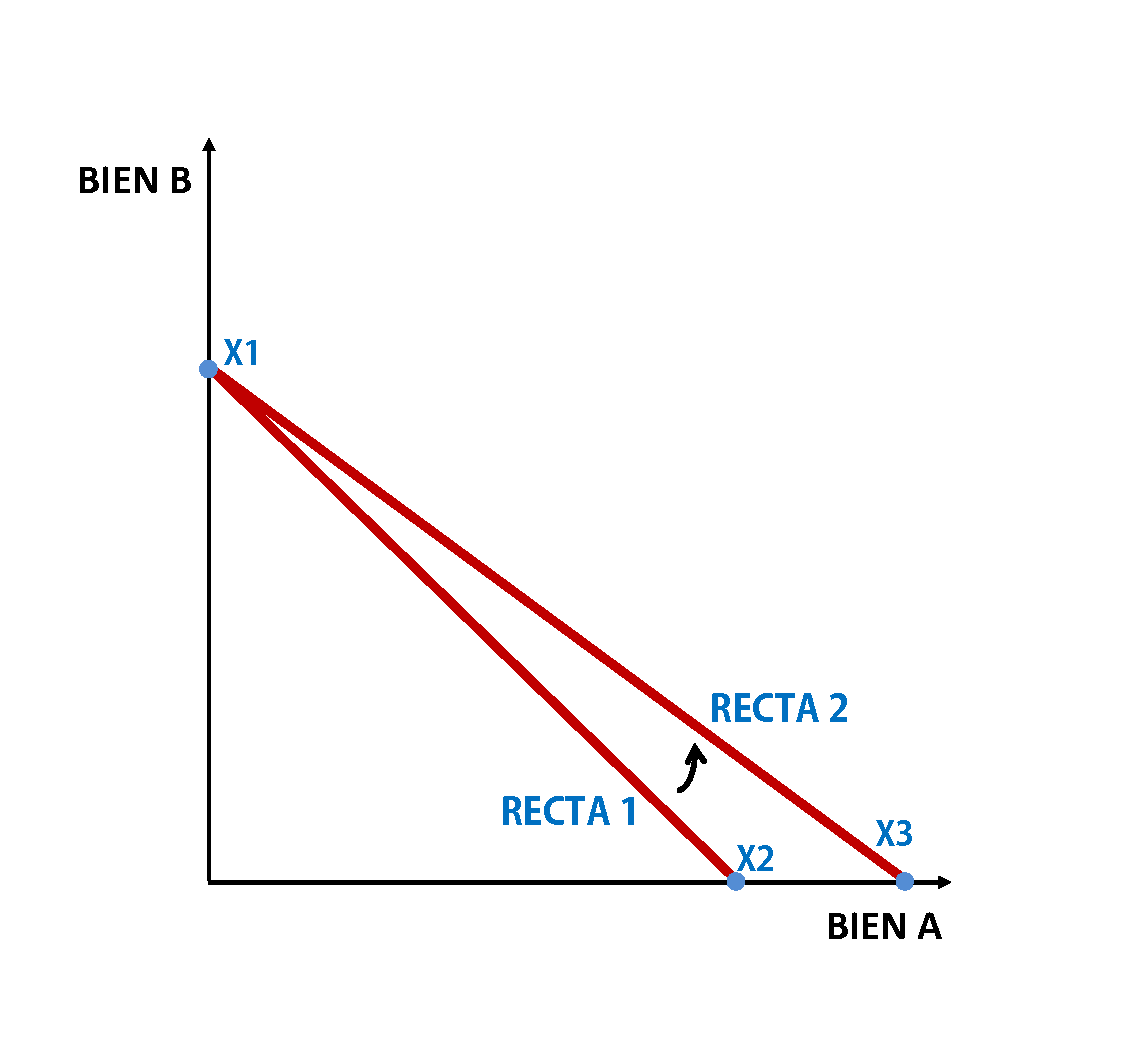
FIGURA 3. Movimiento de la recta de balance provocado por un descenso del precio del bien A.

La variación del precio de uno de los bienes se traduce en un giro de la recta bien hacia  afuera, cuando baja el precio, o hacia adentro cuando sube. En la FIGURA 3 se observa como hay un giro en la recta hacia afuera provocado por el descenso del precio del bien A. La nueva recta (recta 2) comparte el punto X1 con la antigua, efectivamente si el sujeto dedica toda su renta al bien B y el precio de este no ha variado, podrá adquirir la misma cantidad que antes, es decir X1. Por el contrario si dedica todo su renta a consumir el bien A, como este ha descendido podrá adquirir más que antes, X3 en lugar de X2.

## Generalización
En el caso de un consumidor con renta disponible M = YD y cuya cesta de consumo esté formada por n bienes la construcción anterior puede generalizarse pasando la recta de balance a un hiperplano {\displaystyle \Pi _{B}} en un espacio de n dimensiones dado por:

{\displaystyle \Pi _{B}=\{(A_{1},A_{2},\dots ,A_{n})|Y_{D}=A_{1}P_{1}+A_{2}P_{2}+\dots +A_{n}P_{n}=\sum _{i=1}^{n}A_{i}P_{i}\}}

Cualquier combinación de bienes {\displaystyle (A_{1},A_{2},\dots ,A_{n})\in \Pi _{B}} donde {\displaystyle A_{i}\geq 0} indica la cantidad consumida del bien i-ésimo será alcanzable con la renta disponible.